# John Russell (Maler)

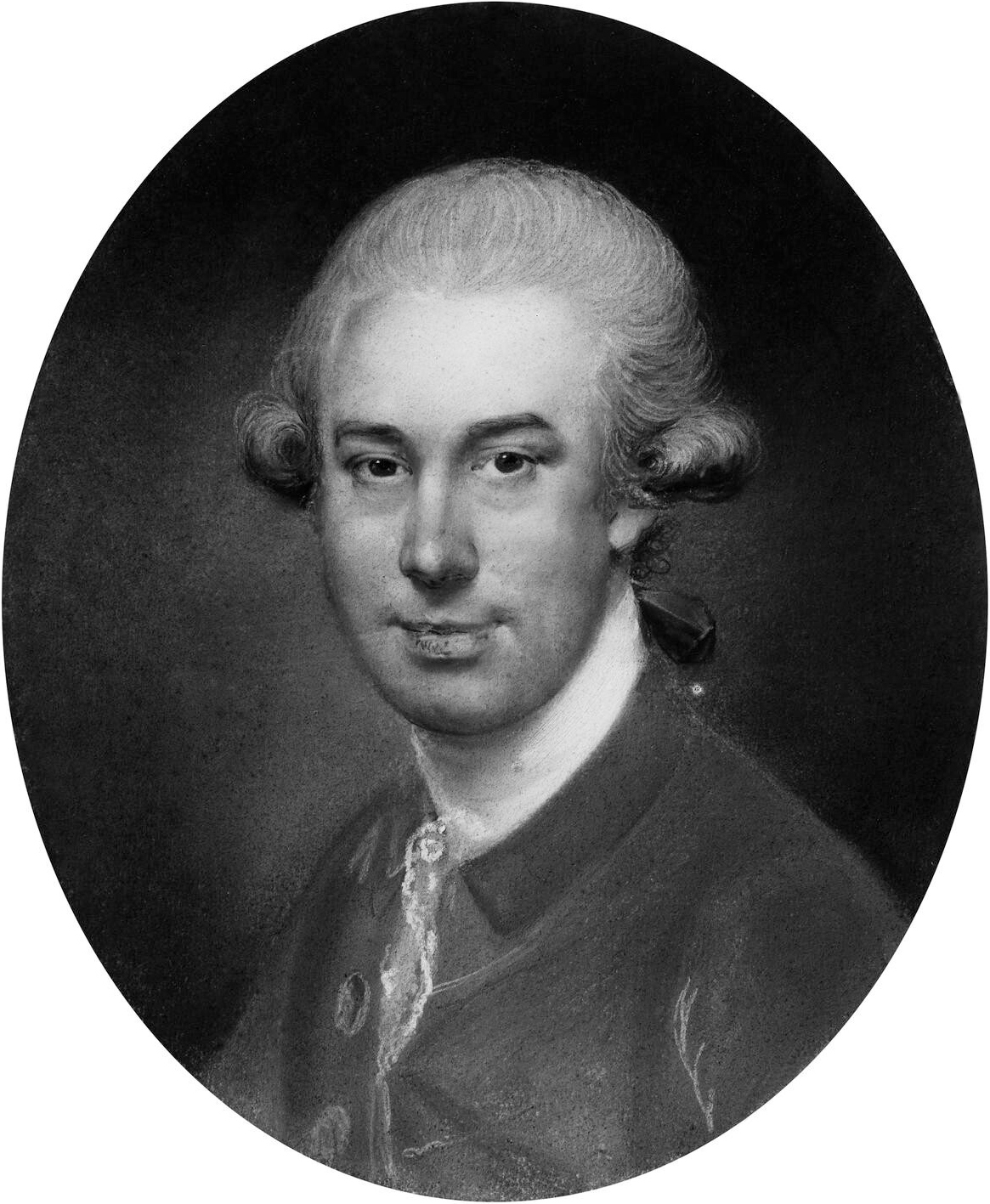
John Russell: Selbstporträt (um 1780)

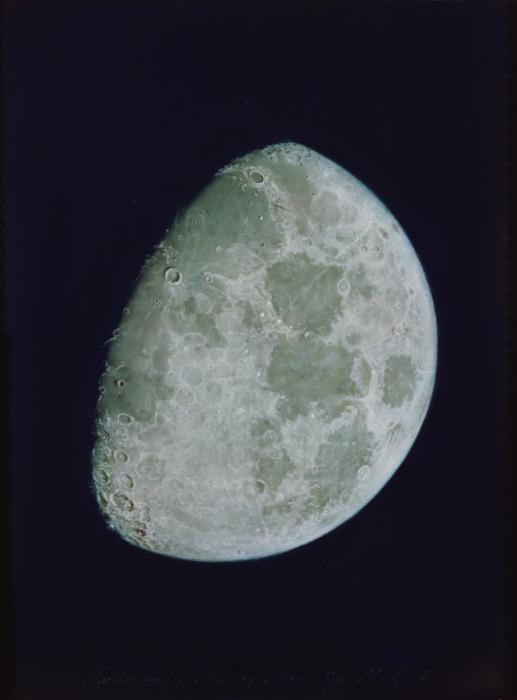
John Russell: Der Mond am 17. Tag (1797)

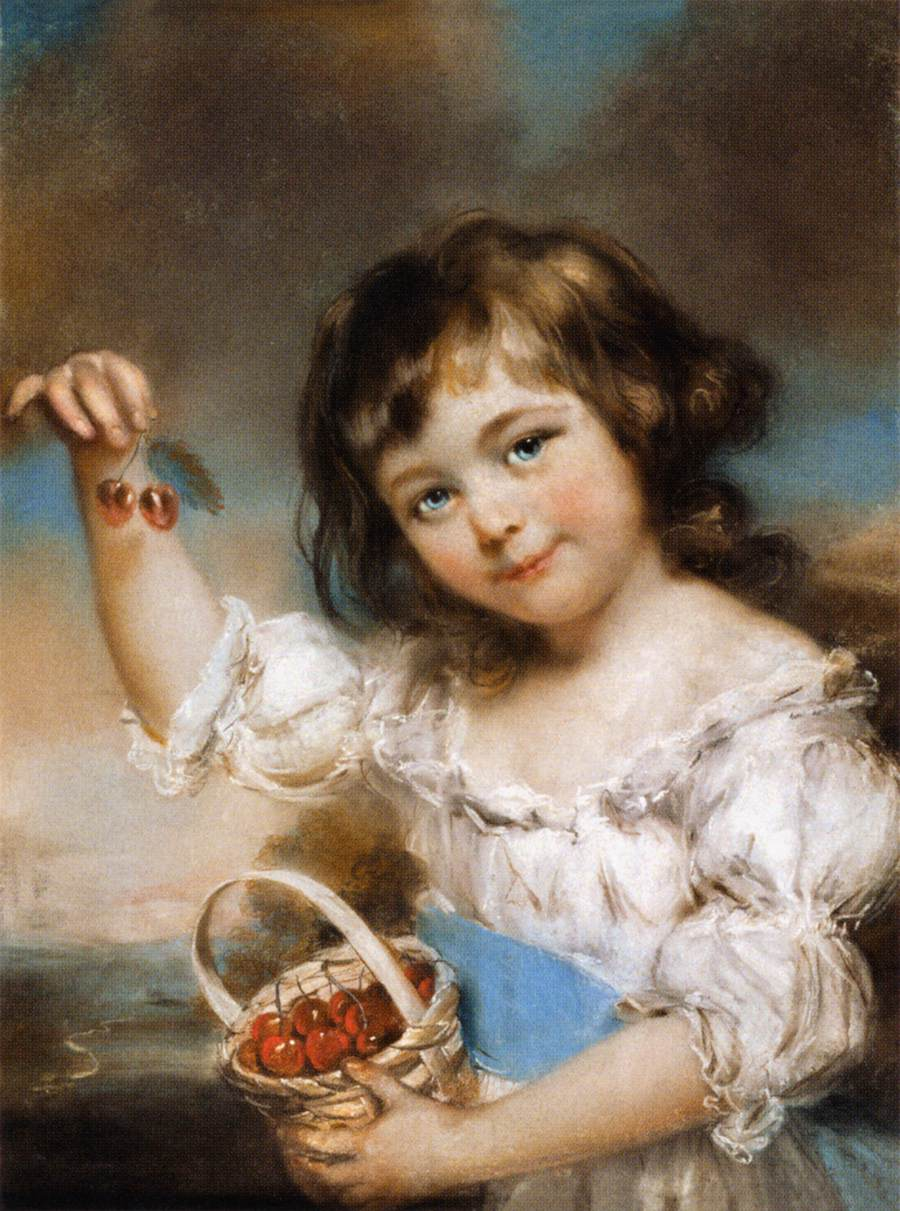
Pastell (1780)

John Russell, RA, (geboren 29. März 1745 in Guildford; gestorben 20. April 1806 in Hull) war ein britischer Maler und Pastellmaler.

## Leben
John Russells Vater war Buch- und Kunsthändler in Guildford und Zeichendilettant. Er besuchte die Royal Grammar School in Guildford und nahm danach Malunterricht bei Francis Cotes. Mit 19 Jahren wurde er ein aktiver Anhänger der Methodisten und von George Whitefield. Er war auch mit dem Geistlichen William Dodd bekannt, den er später porträtierte. Russell führte ein Tagebuch, das erhalten ist. Er heiratete 1770 und bezog eine Wohnung am Cavendish Square in London.
Er stellte sein Leben lang bei der Society of Artists of Great Britain aus. 1772 wurde er zum assoziierten Mitglied der Royal Academy of Arts gewählt, ab 1788 war er Vollmitglied. 1789 wurde er zum Hofmaler ernannt. Viele seiner Porträts wurden nachgestochen. Russell malte vornehmlich Porträts. Er verfasste Schriften über Zeichen- und Maltechniken. Russell war ein Amateurastronom und mit William Herschel befreundet.

## Schriften (Auswahl)
- Elements of Painting with Crayons. 1772; revised and enlarged, 1777.
- Diaries covering the periods July 1766-May 1779, Jan. 1780-July 1789, Aug. 1801-Jan. 1802. Geschrieben in der von Byrom entwickelten Stenographie. 1871 entziffert.